# Metoprolol
El metoprolol es un medicamento beta bloqueador; específicamente, antagonista selectivo del receptor adrenérgico β1. Se prescribe en el tratamiento de enfermedades cardiovasculares, como la hipertensión arterial, la angina de pecho y los trastornos del ritmo cardíaco. El metoprolol reduce o inhibe el efecto estimulante de las catecolaminas sobre el corazón, disminuyendo el gasto cardiaco (disminuye la frecuencia y la contractilidad cardiaca) y la presión arterial. En la enfermedad isquémica del miocardio aumenta el tiempo sistólico y disminuye la poscarga. Esto puede prevenir complicaciones graves, como ataques cardíacos y accidentes cerebrovasculares.

## Historia
En 1966 durante la búsqueda de derivados capaces de evitar el efecto broncodilatador del propanolol en pacientes con asma, el equipo de Imperial Chemical Industries lanzó el practolol, el primer compuesto representativo de los bloqueadores beta de segunda generación, que son fármacos que mostraron tener una mayor afinidad por el receptor β1 adrenérgico que por el β2 y se clasificaron como bloqueadores β1 selectivos o bloqueadores beta cardioselectivos por la presencia predominante del receptor β1 en el corazón. En 1975, el practolol sale del mercado y el posteriormente inició el desarrollo de fármacos que dieron origen a los nuevos bloqueadores beta cardioselectivos como son el atenolol y el metoprolol

## Descripción
La acción del metoprolol es antagonizar los receptores β1, presentes en corazón, riñón, neurohipófisis y glándula suprarrenal. El efecto antihipertensivo se debe a reflejos vasculares parasimpáticos vasodilatadores secundarios a la disminución de gasto cardiaco, también contribuye la disminución de la secreción de vasopresina (neurohipófisis) y renina (renal), mediadas por receptores β1.
La síntesis comienza con la bromación de la 4-hidroxifenil metil cetona mediante la reacción con CuBr2 en acetato de etilo. Este proceso genera la bromocetona, que posteriormente se convierte en metoxicetona al ser tratada con metóxido sódico en metanol. La reducción del carbonilo cetónico a un grupo metileno se realiza mediante hidrogenación utilizando hidrógeno molecular con Pd/C en ácido acético, y esto da como resultado el 4-(2-metoxietil)fenol. Al hacer reaccionar este compuesto con epiclorohidrina en acetonitrilo y en presencia de carbonato potásico, se obtiene el epóxido, que al reaccionar con isopropilamina, conduce finalmente a la formación del metoprolol.

## Propiedades físicas
El metoprolol tiene un punto de fusión muy bajo, alrededor de 45 grados centígradoss. Por ello siempre es elaborado en una solución salinizada, como todos los medicamentos con puntos de fusión menores a 100 °C, condición que dificulta su elaboración dentro de un medio de trabajo. La base libre existe como un sólido blanco seroso, mientras que el tartrato es un material fino y cristalino. Se metaboliza en el hígado a metabolítos inactivos.[cita requerida]

## Farmacocinética

### Vías de administración
La administración de metoprolol suele ser oral, en pocas ocasiones intravenosa. Los comprimidos orales de acción corta suelen administrarse dos o tres veces al día, mientras que los comprimidos de acción prolongada son de dosis diaria, ambos inmediatamente después o durante la ingesta de alimentos.

### Absorción
El metoprolol es moderadamente lipofílico, de alta solubilidad y permeabilidad; se absorbe casi por completo tras la administración oral, pero la biodisponibilidad es entre el 40-50% debido al metabolismo de primer paso. La disponibilidad sistémica de una dosis oral puede aumentar aproximadamente un 20-40% si se administra con alimentos.

### Distribución
El metoprolol se distribuye ampliamente por todo el organismo; incluyendo el corazón, los pulmones, el hígado y los riñones; siendo capaz de atravesar la barrera placentaria y la barrera hematoencefálica. Aunque la unión del metoprolol a proteínas plasmáticas es baja, aproximadamente 5-10%, sus efectos hipotensores permanecen al menos un mes después de la discontinuación del fármaco, posiblemente debido a que el fármaco se deposita extensamente en algunos tejidos.

### Metabolismo
El metoprolol se metaboliza principalmente en el hígado a través de un proceso conocido como metabolismo de primer paso hepático. Esto significa que cuando se administra por vía oral, pasa a través del hígado antes de ingresar a la circulación sistémica. Durante este proceso, el metoprolol sufre un metabolismo oxidativo en el hígado llevado a cabo principalmente por la isoenzima P450 2D6 (CYP2D6). Esta enzima es responsable de la transformación del metoprolol en su principal metabolito activo, llamado alfa-hidroximetoprolol. Después de tomarlo por vía oral, el metoprolol se absorbe de manera rápida y casi completa a través del sistema digestivo. Sin embargo, al experimentar un importante metabolismo de primer paso, solo el 50% del mismo alcanza la circulación sistémica sin alterar.
El alfa-hidroximetoprolol conserva la actividad bloqueadora beta - adrenérgica y contribuye al efecto terapéutico del fármaco. La capacidad del hígado para metabolizar el metoprolol está influenciada por la actividad de la enzima CYP2D6. Existe una variabilidad entre individuos en la actividad de esta enzima debido a diferencias genéticas. Algunas personas pueden tener una actividad CYP2D6 reducida o nula, lo que puede afectar el metabolismo y la respuesta al metoprolol.

### Excreción
La vida media plasmática está entre 3 a 5 horas, aunque en metabolizadores lentos la vida media puede abarcar entre 7 y 9 horas. El metoprolol se excreta en la orina, el 5% de la dosis dosis se excreta sin cambios y el resto principalmente en forma de metabolitos por filtración glomerular.

## Farmacodinamia

### Mecanismo de Acción

El metoprolol se une selectivamente a los receptores β1 adrenérgicos en el corazón, evitando que las moléculas de adrenalina y noradrenalina se unan a estos receptores. Al bloquear los receptores β1, el metoprolol reduce la estimulación adrenérgica y, por lo tanto, puede disminuir la entrada de calcio y sodio a las células cardíacas.

Metoprolol bloquea los receptores β1 ubicados en el riñón, esto evita que haya entrada de iones de calcio a la célula generando la disminución de la liberación de renina, de modo que hay una disminución de la liberación de angiotensina disminuyendo la vasoconstricción periférica y por ende la hipertensión.

El metoprolol actúa principalmente bloqueando los receptores β1 adrenérgicos, que se encuentran en el corazón, en ciertos tejidos del sistema nervioso central y en otros órganos como el riñón. Al bloquear estos receptores, el metoprolol inhibe la acción de las catecolaminas, como la adrenalina y la noradrenalina, que son responsables de estimular los receptores β1.

La acción del metoprolol como antagonista β1 influye en la disminución de la presión arterial e indirectamente contribuye al equilibrio y la reducción de la secreción de vasopresina y arginina en la neurohipófisis.

## Efectos farmacológicos
Disminución del gasto cardíaco: Acción directa sobre el nodo sinusal con un efecto antagonista que disminuye la frecuencia cardíaca (Efecto cronotrópico negativo) y la fuerza de contracción del corazón (Efecto inotrópico negativo).
Reducción de la presión arterial: Al disminuir la frecuencia cardíaca y la fuerza de contracción del corazón, es beneficioso en el tratamiento de la hipertensión arterial.
Antiarrítmico: Efecto dromotrópico negativo, el efecto dromotrópico negativo implica una disminución en la velocidad de conducción eléctrica del nodo atrio ventricular.
Efecto antianginoso: Al disminuir la frecuencia cardíaca y la fuerza de contracción del corazón, aumenta el tiempo diastólico y el corazón se oxigena en diástole es beneficioso en el tratamiento de la angina de pecho, un trastorno caracterizado por el dolor en el pecho debido a la falta de flujo sanguíneo y oxígeno al corazón.
Efectos en el sistema nervioso central: El metoprolol puede cruzar la barrera hematoencefálica y disminuye los efectos noradrenérgicos que median la ansiedad, los efectos vasculares tienen utilidad en la profilaxis de migraña.

## Interacciones
| Fármacos que interaccionan con Metoprolol | Fármacos que interaccionan con Metoprolol |
| Fármaco                                   | Resultados de la Interacción |
| ----------------------------------------- | --- |
| Insulina                                  | Farmacodinámica. Disminuye la acción hipoglucemiante de la insulina en pacientes diabéticos. Porque la secreción de insulina también utiliza receptores beta adrenérgicos. |
| Nitroglicerina                            | Farmacodinámica. Potencia el efecto hipotensor del metoprolol. |
| Alimentos ricos en calcio                 | Farmacocinética. Evitar suplementos o alimentos con alto contenido de calcio, ya que este mineral puede disminuir la eficacia de estos medicamentos. Es recomendable tomar el medicamento después de la ingestión de este tipo de alimentos o suplementos, mínimo 2 horas después.                                                             |
| Quinidina Mirabegron                      | Farmacocinética. Inhiben la CYP2D6 y su metabolismo teniendo un efecto en la concentración plasmática del metoprolol, en la que hay un aumento en los niveles plasmáticos. |
| Amiodarona Verapamilo Diltiazem           | Farmacodinámica. Puede generar en los pacientes bradicardia sinusal pronunciada cuando se tratan simultáneamente con metoprolol. La amiodarona tiene una vida media extremadamente larga por lo que las interacciones pueden ocurrir en un tiempo largo. Además, medicamentos como el verapamilo puede generar hipotensión, mareos y desmayos. |
| Cimetidina                                | Farmacocinética. Aumentar la biodisponibilidad de agentes como el metoprolol, al afectar el flujo sanguíneo hepático. |

## Uso Clínico

#### Hipertensión Arterial
Buena eficacia terapéutica y la tolerabilidad del metoprolol en la hipertensión de leve a moderada.  Ofrece como resultado un control de la presión arterial generalmente se logra con dosis diarias únicas o divididas de 100 a 200 mg. El metoprolol es una mejor opción frente a un β-bloqueador no selectivo para tratar la hipertensión en pacientes con asma o diabetes. Debe tenerse en cuenta que, aunque el riesgo de broncoespasmo se reduce, no está del todo ausente cuando se inicia un tratamiento con metoprolol a pacientes con hipertensión y asma.

#### Infarto agudo de miocardio
El metoprolol también se utiliza para mejorar la probabilidad de supervivencia después de experimentar un ataque al corazón. La administración temprana de beta-bloqueantes en pacientes con infarto agudo de miocardio reduce el riesgo de un nuevo ataque y de la aparición de fibrilación ventricular, aunque también aumenta el riesgo de shock cardiogénico, especialmente durante el primer día de recuperación. Por lo tanto, la recomendación más cautelosa sería considerar el uso de beta-bloqueantes solo cuando el paciente con infarto de miocardio se encuentre en una condición hemodinámica normal.

#### Taquicardia supraventricular
El metoprolol bloquea los efectos del aumento de la actividad simpática y con ello, disminuye la frecuencia cardiaca mediante la automaticidad reducida en las células marcapasos, como también, a través de la prolongación del tiempo de conducción supraventricular. Las dosis recomendadas son de 100-200 mg administradas en 2-3 tomas. Si es necesario, debe incrementarse la dosis.

## Dosis y administración
Hipertensión

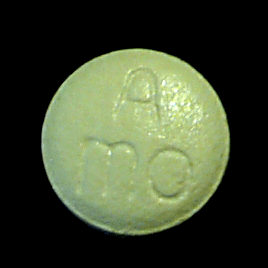
Toprol XL 50mg

Se utiliza administrando 100 mg diarios en una o varias dosis, ya sea solo o adicionado a un diurético. La dosis puede incrementar a intervalos semanales (o más), hasta que se alcance un control óptimo de la presión arterial (PA). El rango de dosis efectiva oscila entre 100 y 450 mg (miligramos) al día. No se han estudiado dosis superiores a 450 mg al día. Si bien una sola dosis diaria puede mantener la reducción en la PA a lo largo del día, dosis inferiores (específicamente 100 mg) pueden no llegar a mantener un efecto total al final de un periodo de 24 horas, y es posible que se necesiten dosis más altas o más frecuentes. Esto puede evaluarse midiendo la PA cerca del final de cada periodo de intervalo entre dosis para determinar si se sostiene un control satisfactorio a lo largo del día. La selectividad beta1 disminuye cuando se aumenta la dosis de metoprolol.
Angina de pecho
La dosis de inicio es de 100 mg día, administrados en dos dosis. La dosis puede ser incrementada semanalmente hasta lograr una respuesta clínica óptima o se ha conseguido una disminución pronunciada de la frecuencia cardiaca. El rango de dosis efectiva es de 100-400 mg al día. Dosis superiores a 400 mg día no se han probado. Si el tratamiento debe ser descontinuado, la dosis podría ser reducida gradualmente durante un periodo de 1-2 semanas.
Infarto de miocardio
Tratamiento inicial: Durante el periodo inicial de definido o sospechado infarto de miocardio, el tratamiento con metoprolol puede ser iniciado tan pronto sea posible después del arribo del paciente al hospital. El mencionado tratamiento podría ser iniciado en la unidad de cuidados coronarios después que el paciente haya sido estabilizado hemodinamicamente.
El tratamiento de fase inicial podría empezar con la administración endovenosa de tres bolos intravenosos de 5 mg de metoprolol cada uno; aproximadamente con 2 minutos de intervalo. Durante la administración del metoprolol IV la presión arterial, frecuencia cardíaca y electrocardiograma deben ser estrechamente monitoreados.
Posterior a la administración endovenosa de 15 mg, en los pacientes que la han tolerado adecuadamente, puede iniciarse metoprolol en tabletas de 50 mg cada 6 horas 15 minutos después de las últimas dosis IV continuando por 48 horas. De ahí en adelante los pacientes pueden recibir una dosis de mantenimiento de 100 mg dos veces al día.
En pacientes que no toleraron adecuadamente la dosis IV de metoprolol, puede iniciarse una dosis entre 25 y 50 mg, dependiendo del grado de intolerancia, a iniciarse también 15 minutos después de terminada la administración IV de metoprolol o tan pronto como su condición clínica lo permita. En pacientes con intolerancia severa, el tratamiento con metoprolol debe ser descontinuado.
Tratamiento tardío: En pacientes con IAM sospechado o definido con contraindicación para el tratamiento durante la fase inicial, pacientes que no toleraron el tratamiento de fase inicial y en pacientes que por cualquier otro criterio médico se le pospuso el inicio de tratamiento, se debe iniciar metoprolol 100 mg dos veces al día, tan pronto como su condición clínica lo permita. La terapia debe ser continuada por al menos 3 meses. Sin embargo la eficacia del metoprolol posterior a 3 meses no ha sido plenamente conclusivamente establecida datos sugieren que el tratamiento puede ser continuado por 1 a 3 años.

## Precauciones
El metoprolol puede empeorar los síntomas de falla cardíaca en algunos pacientes. Es recomendable buscar asistencia médica ante la presencia de dolor precordial o disconfor; dilatación venosa cervical; fatiga extrema; respiración irregular; ritmo cardíaco irregular; dificultad respiratoria; edema en cara, dedos, pies, o miembros inferiores; aumento de pesos; o estridor.
Este medicamento puede causar cambios en los niveles sanguíneos de glucosa. También, este medicamento puede enmascarar los signos de hipoglicemia, como la taquicardia.
También puede causar en algunas personas disminución del estado de alerta por debajo de los niveles usuales. Si esto ocurre debe evitarse la conducción de vehículos, operar maquinaria, o cualquier actividad que pueda tornarse peligrosa si no se está alerta mientras este en tratamiento con metoprolol.

## Efectos adversos
| Reacciones adversas a Metoprolol | Reacciones adversas a Metoprolol | Reacciones adversas a Metoprolol                                           |
| Sistema                          | Grupo CIOSM                      | Tipo de reacción                                                           |
| -------------------------------- | -------------------------------- | -------------------------------------------------------------------------- |
| Sistema cardiovascular           | Muy frecuentes Frecuentes        | fatiga (6.2%) Mareos (3.8%) Dolor de cabeza (3.6%) Hipotensión Bradicardia |
| Sistema Respiratorio             | Poco Frecuentes                  | Broncoconstricción                                                         |
| Sistema Reproductor              | Raros                            | Disfunción sexual en hombres                                               |

## Contraindicaciones
El metoprolol está contraindicado en pacientes con síndrome del seno enfermo (alteraciones en el ritmo cardiaco), bloqueo cardíaco de segundo o tercer grado (en ausencia de marcapasos), insuficiencia cardíaca descompensada, hipertensión e hipersensibilidad documentada al fármaco o a los componentes.
Además, es necesario tener precaución en pacientes con antecedentes de incumplimiento, ya que la interrupción brusca del fármaco puede provocar síndromes de abstinencia, como angina e infarto de miocardio.
Los pacientes que han ingerido cocaína o metanfetamina tradicionalmente han tenido una contraindicación para el uso de bloqueadores beta selectivos como el metoprolol.
Durante el embarazo y la lactancia, el metoprolol presenta ciertas contraindicaciones y consideraciones especiales:
Embarazo: el metoprolol se clasifica como categoría C de riesgo en el embarazo, por lo tanto, se recomienda precaución al utilizar metoprolol durante el embarazo y se debe evaluar cuidadosamente el beneficio potencial para la madre frente al posible riesgo para el feto. En general, se busca evitar el uso de metoprolol durante el primer trimestre del embarazo, ya que se considera el período de mayor riesgo para el desarrollo fetal.
Lactancia: El metoprolol se excreta en la leche materna en cantidades pequeñas. Aunque generalmente se considera seguro en lactancia, se recomienda precaución. Algunos bebés pueden experimentar efectos adversos como bradicardia (frecuencia cardíaca baja), hipotensión (presión arterial baja) o somnolencia si se exponen al metoprolol a través de la leche materna. Si se requiere el uso de metoprolol durante la lactancia, se debe monitorear cuidadosamente al bebé en busca de cualquier efecto adverso.

## Sobredosis
Los síntomas de una sobredosis de metoprolol pueden incluir:
| Sistema implicado             | Síntomas                                                                             |
| ----------------------------- | ------------------------------------------------------------------------------------ |
| Sistema Nervioso              | Debilidad Nerviosismo Hiperhidrosis Somnolencia Confusión Fiebre                     |
| Corazón y sangre              | Arritmias Mareo Hipotensión Insuficiencia cardíaca Shock (presión arterial muy baja) |
| Vías respiratorias y pulmones | Dificultad para respirar Sibilancias (en personas con asma)                          |
| Ojos, oídos, nariz y garganta | Visión borrosa Visión doble                                                          |

Los síntomas pueden variar dependiendo de la cantidad de metoprolol que se haya tomado y de la respuesta individual del cuerpo. Si se sospecha de una sobredosis de metoprolol, se debe buscar atención médica de inmediato. En caso de sobredosis, se recomienda realizar un lavado gástrico y administrar atropina en caso de bradicardia. No hay antídoto específico.

## Presentaciones
Metoprolol es un comprimido recubierto con película de forma redonda. Se presenta en tabletas de 50 mg y 100 mg.  En liberación controlada se utilizan dosis de 25 mg, 50 mg, 100 mg y 200 mg. Las dosis deben ser personalizadas según las necesidades individuales de cada paciente.
Debe conservarse en el empaque original para protegerlo de la luz.
Excipientes del comprimido: Acetato de celulosa, acetona, estearato de magnesio, almidón de maíz y sodio

### Nombres comerciales
Beloken, Beloken retard y Lopresor

## Uso veterinario
El metoprolol también puede tener algunos usos en medicina veterinaria, principalmente en perros y gatos. Se utiliza para tratar enfermedades cardíacas, como hipertensión arterial, insuficiencia cardíaca y arritmias. También puede ser utilizado para controlar la frecuencia cardíaca en gatos con hipertiroidismo y para reducir el estrés en algunos animales en situaciones específicas. Siempre es necesario consultar a un veterinario antes de administrar metoprolol u otros medicamentos a las mascotas, ya que las dosis y el tratamiento adecuados pueden variar en cada caso.
Poco empleado en pequeños animales, es selectivo y tiene eliminación hepática.

### Presentación
Seloken. Essex. Comprimidos 100 mg. Ampollas 5 mg.
Perro: 5,0-50 mg/animal/8 h PO.

## Estereoquímica
Metoprolol contiene un estereocentro y consta de dos enantiómeros. Este es un racemato, es decir, una mezcla 1: 1 de (R) - y la forma (S):
| Enantiómeros de metoprolol | Enantiómeros de metoprolol |
| -------------------------- | -------------------------- |
| CAS-Number: 81024-43-3     | CAS-Number: 81024-42-2     |

## Otros usos

### Usos no incluidos en el registro sanitario (Off Label)
En el caso del metoprolol, existen algunos usos off-label (fuera de etiqueta) que han sido estudiados o utilizados en la práctica clínica. Algunos ejemplos incluyen:
Taquicardia supraventricular: Trastorno del ritmo cardíaco caracterizado por una frecuencia cardíaca rápida y anormal que se origina por encima de los ventrículos, en las estructuras superiores del corazón.
Tormenta tiroidea: Sobreproducción repentina y excesiva de hormonas tiroideas por la glándula tiroides.